# Pentastichus xanthopus
Pentastichus xanthopus är en stekelart som beskrevs av William Harris Ashmead 1894. Pentastichus xanthopus ingår i släktet Pentastichus och familjen finglanssteklar. Inga underarter finns listade i Catalogue of Life.